# Сент-Пол (Аляска)
Сент-Пол (англ. St. Paul) — місто (англ. city) в США, в окрузі Західні Алеутські острови штату Аляска. Населення — 413 особи (2020).

## Географія
Місто розташоване на острові Святого Павла, який входить до групи островів Прибилова.
Сент-Пол розташований за координатами 57°10′45″ пн. ш. 170°19′30″ зх. д. / 57.17917° пн. ш. 170.32500° зх. д. (57.179041, -170.325068).  За даними Бюро перепису населення США в 2010 році місто мало площу 765,25 км², з яких 104,41 км² — суходіл та 660,84 км² — водойми.

### Клімат
Місто знаходиться у зоні, котра характеризується кліматом полярних пустель. Найтепліший місяць — серпень із середньою температурою 8.9 °C (48 °F). Найхолодніший місяць — лютий, із середньою температурою -5 °С (23 °F).
| Клімат Сент-Пола        | Клімат Сент-Пола | Клімат Сент-Пола | Клімат Сент-Пола | Клімат Сент-Пола | Клімат Сент-Пола | Клімат Сент-Пола | Клімат Сент-Пола | Клімат Сент-Пола | Клімат Сент-Пола | Клімат Сент-Пола | Клімат Сент-Пола | Клімат Сент-Пола | Клімат Сент-Пола |
| Показник                | Січ.             | Лют.             | Бер.             | Квіт.            | Трав.            | Черв.            | Лип.             | Серп.            | Вер.             | Жовт.            | Лист.            | Груд.            | Рік              |
| Абсолютний максимум, °C | 6                | 5                | 10               | 9                | 14               | 16               | 17               | 18               | 16               | 11               | 8                | 6                | 18               |
| Середній максимум, °C   | −1               | −2               | −1               | 0                | 3                | 7                | 10               | 10               | 9                | 5                | 2                | 0                | 3                |
| Середня температура, °C | −3               | −5               | −4               | −2               | 1                | 5                | 7                | 8                | 7                | 3                | 0                | −1               | 1                |
| Середній мінімум, °C    | −5               | −7               | −7               | −4               | 0                | 2                | 5                | 7                | 4                | 1                | −1               | −3               | 0                |
| Абсолютний мінімум, °C  | −25              | −26              | −28              | −22              | −13              | −8               | −2               | −1               | −5               | −11              | −15              | −19              | −28              |
| Норма опадів, мм        | 40               | 30               | 30               | 30               | 30               | 30               | 50               | 70               | 70               | 70               | 70               | 50               | 600              |
| Вологість повітря, %    | 82.3             | 84.3             | 82.6             | 84               | 87.1             | 90.5             | 93.1             | 92.9             | 87.9             | 81.6             | 80.3             | 80.9             | 85.6             |
| ----------------------- | ---------------- | ---------------- | ---------------- | ---------------- | ---------------- | ---------------- | ---------------- | ---------------- | ---------------- | ---------------- | ---------------- | ---------------- | ---------------- |
| Джерело: Weatherbase    |                  |                  |                  |                  |                  |                  |                  |                  |                  |                  |                  |                  |                  |

## Демографія

### Перепис 2010
Згідно з переписом 2010 року, у місті мешкало 479 осіб у 162 домогосподарствах у складі 108 родин. Густота населення становила 1 особа/км².  Було 190 помешкань (0/км²).
Расовий склад населення:
| - 82,3 % — корінних американців - 11,1 % — білих - 0,6 % — азіатів - 0,4 % — чорних або афроамериканців - 0,2 % — вихідців з тихоокеанських островів |

До двох чи більше рас належало 4,8 %. Частка іспаномовних становила 3,5 % від усіх жителів.
За віковим діапазоном населення розподілялося таким чином: 27,6 % — особи молодші 18 років, 65,1 % — особи у віці 18—64 років, 7,3 % — особи у віці 65 років та старші. Медіана віку мешканця становила 34,4 року. На 100 осіб жіночої статі у місті припадало 112,9 чоловіків;  на 100 жінок у віці від 18 років та старших — 128,3 чоловіків також старших 18 років.
Середній дохід на одне домашнє господарство  становив 71 604 долари США (медіана — 57 708), а середній дохід на одну сім'ю — 68 157 доларів (медіана — 57 917). Медіана доходів становила 42 917 доларів для чоловіків та 43 333 долари для жінок. За межею бідності перебувало 14,8 % осіб, у тому числі 16,8 % дітей у віці до 18 років та 2,2 % осіб у віці 65 років та старших.
Цивільне працевлаштоване населення становило 266 осіб. Основні галузі зайнятості: публічна адміністрація — 35,3 %, транспорт — 13,2 %, роздрібна торгівля — 11,7 %.

### Перепис 2000
За даними переписом 2000 року населення міста становило 532 особи. Расовий склад: корінні американці (85,90 %), білі (12,97 %), населення островів Тихого океану (0,56 %), представники двох і більше рас (0,56 %). Частка осіб у віці молодше 18 років — 29,5 %; осіб від 18 до 24 років — 9,6 %; осіб від 25 до 44 років — 32,5 %; осіб від 45 до 64 років — 22,9 % та осіб старше 65 років — 5,5 %. Середній вік населення — 32 року. На кожні 100 жінок припадає 123,5 чоловіка.
З 177 домашніх господарств в 48,4 % — виховували дітей віком до 18 років, 40,1 % представляли собою подружні пари, які спільно проживають, в 22,0 % сімей жінки проживали без чоловіків, 30,5 % не мали родини. 24,9 % від загального числа сімей на момент перепису жили самостійно, при цьому 6,2 % склали самотні літні люди у віці 65 років та старше. В середньому домашнє господарство ведуть 2,88 осіб, а середній розмір родини — 3,44 осіб.
Середній дохід на спільне господарство — $50 750; середній дохід на сім'ю — $51 750. Середній дохід чоловіка — $32 583; середній дохід жінки — $29 792; середній дохід на душу населення — $18 408. Приблизно 6,4 % сімей та 11,9 % всього населення міста проживають за межею бідності, включаючи 18,9 % осіб молодше 18 років і 0 % осіб старше 65 років.

## Економіка та транспорт
До 1985 року основу економіки всіх островів Прибілова становив контрольований на федеральному рівні видобуток морських котиків. Сьогодні основну роль в економіці відіграє ловля риби і морепродуктів. Лежбища котиків та пташині базари залучають на острів безліч туристів (близько 700 осіб щорічно).
На острові розташований аеропорт Сент-Пол-Айленд, що включає 1 злітно-посадкову смугу з розмірами 1981 x 46 метрів і з асфальтовим покриттям. Авіакомпанія PenAir забезпечує регулярні рейси в Анкоридж, використовуючи пасажирський турбогвинтовий літак Saab 340.